# Ruridragon
Ruridragon (ルリドラゴン, Ruridoragon) est un shōnen manga écrit et dessiné par Masaoki Shindō. Il est prépublié depuis le 13 juin 2022 dans le Weekly Shōnen Jump, le manga est entré en pause à partir du 25 juillet 2022, puis publié en volumes reliés par l'éditeur japonais Shūeisha. La version française sera publiée par Glénat à partir de juillet 2025.

## Synopsis
Alors qu'elle se réveille, Ruri voit que des cornes lui ont poussé sur la tête au cours de la nuit ! Sa mère, pas plus surprise que ça, lui révèle alors que son père est un dragon et qu'à priori c'est normal. Quoi qu'il en soit, Ruri va désormais devoir se faire à son nouveau style de vie, gérant à la fois l'insistance de ses camarades trop curieux et l'apparition progressive de ses pouvoirs de dragon !

## Manga
Le manga Ruri Dragon est dessiné par Masaoki Shindō. La série a commencé sa publication dans le 28e numéro du Weekly Shōnen Jump publié le 13 juin 2022,. Cependant, le manga entre en pause à partir du 25 juillet 2022 à la suite des ennuis de santé de l'auteur. Le 21 février 2024, il a été annoncé que Ruri Dragon reprendrait sa sérialisation, en publiant cinq chapitres dans le Weekly Shōnen Jump du 4 mars au 1er avril, avant de passer à un programme bihebdomadaire dans la version numérique du magazine et dans le service Shōnen Jump+ à partir du 22 avril,. Le premier volume est paru le 4 octobre 2022.
Le 19 novembre 2024, Glénat annonce la publication de La version française qui débutra avec un premier tome le 2 juillet 2025,.

### Liste des volumes
| no | Japonais         | Japonais          | Français         | Français                                                                 |
| no | Date de sortie   | ISBN              | Date de sortie   | ISBN                                                                     |
| --- | ---------------- | ----------------- | ---------------- | ------------------------------------------------------------------------ |
| 1 | 4 octobre 2022   | 978-4-08-883285-2 | 2 juillet 2025   | 978-2-34-406794-9 (édition standard) 978-2-34-406795-6 (édition limitée) |
| Liste des chapitres : - Chapitre 1 : Rien à voir avec mes cornes ! (ツノ関係ないじゃん, Tsuno Kankei Nai jan) - Chapitre 2 : On se revoit à l'école, ok ? (また学校でね, Mata Gakkō de ne) - Chapitre 3 : Il paraît que je suis un dragon... (ドラゴンなんだって, Doragon Nandatte) - Chapitre 4 : J'ai peur des starbucks (スタバ怖い, Sutaba Kowai) - Chapitre 5 : On l'a enfin battu (やっと倒した, Yatto Taoshita) - Chapitre 6 : On n'y peut rien ! (仕方ないよ, Shikatanai yo) |                  |                   |                  |                                                                          |
| 2 | 4 septembre 2024 | 978-4-08-884164-9 | 1er octobre 2025 | 978-2-34-407021-5                                                        |
| Liste des chapitres : - Chapitre 7 : ドラゴン絡み (Doragon-garami) - Chapitre 8 : 遊びに来たんだよ (Asobi ni Kitanda yo) - Chapitre 9 : できる限りは普通のフリ (Dekiru Kagiri wa Futsū no Furi) - Chapitre 10 : 使い道 (Tsukaimichi) - Chapitre 11 : 高校生って多忙すぎない？ (Kōkōsei tte Tabō Suginai?) - Chapitre 12 : 自分がみんなを楽しませてるみたいで (Jibun ga Minna o Tanoshimaseteru Mitai de) - Chapitre 13 : 仲良い必要ないんだよ (Nakaii Hitsuyō Nain da yo) - Chapitre 14 : 前田さんのことが知りたい (Maeda-san no Koto ga Shiritai) - Chapitre 15 : 待っててくれてありがとう (Mattete Kurete Arigatō) |                  |                   |                  |                                                                          |
| 3 | 4 mars 2025      | 978-4-08-884415-2 | -                |                                                                          |
| Liste des chapitres : - Chapitre 16 : ドラゴンになってよかったこと (Doragon ni Natte Yokatta Koto) - Chapitre 17 : 目立とうよ (Medatō yo) - Chapitre 18 : みんなに知ってもらうこと (Minna ni Shitte Morau Koto) - Chapitre 19 : 人間が持たない成分 (Ningen ga Motanai Seibun) - Chapitre 20 : そういうのよくないっすよ (Sō Iu no Yokunaissu yo) - Chapitre 21 : 毒があっていい (Doku ga Atte Ii) - Chapitre 22 : 直撃みたい…です (Chokugeki Mitai... Desu) - Chapitre 23 : ドラゴンなんだから (Doragon Nanda kara) - Chapitre 24 : キモいね (Kimoi ne) |                  |                   |                  |                                                                          |
| ー |                  |                   |                  |                                                                          |
| Liste des chapitres : - Chapitre 25 : そんなのあったっけ？ (Sonna no Attakke?) - Chapitre 26 : 4組の松田さんいますか？ (Yonkumi no Matsuda-san Imasu ka?) - Chapitre 27 : 何か重くない (Nanka Omokunai) - Chapitre 28 : 冷めたからあげって不味いよね (Sameta Karaage tte Mazui yo ne) - Chapitre 29 : 余計な気 (Yokei na Ki) - Chapitre 30 : 青木さんの問題 (Aoki-san no Mondai) - Chapitre 31 : 普通なままでいたかった (Futsū na Mama de Itakatta) - Chapitre 32 : 条件出します (Jōken Dashimasu) - Chapitre 33 : ナワバリ (Nawabari) - Chapitre 34 : 氷属性 (Kōri Zokusei) - Chapitre 35 : 解らないと腹が立つね (Wakaranai to Hara ga Tatsu ne) - Chapitre 36 : よくその爪で作れるな (Yoku Sono Tsume de Tsukureru na) |                  |                   |                  |                                                                          |

## Réception
Dans sa critique du premier chapitre, Brian Salvatore de Multiversity Comics a fait l'éloge de l'art et du ton entre Ruri et son environnement d'une manière qui équilibre la comédie et l'absurdité, ajoutant que la façon dont l'histoire se déroule "semble semblable à la vraie vie". Steven Blackburn de Screen Rant a complimenté la comédie, mais a ajouté que le chapitre s'appuie trop sur elle, entraînant un manque de développement entre les relations des personnages.

### Sources
1. ↑  « Fusai Naba et Masaoki Shindô sortiront de nouveaux mangas en juin prochain », sur Anime News Network, 30 mai 2022consulté le=1er septembre 2022
2. ↑  (ja) « 朝起きたら角が生えていて…少女のファンタジーな日常描く新連載「ルリドラゴン」 », sur natalie.mu,‎ 13 juin 2022 (consulté le 1er septembre 2022)
3. ↑  « Ruri Dragon : en pause pour une durée indéterminée », sur teammanga.fr, 27 juillet 2022 (consulté le 1er septembre 2022)
4. ↑  (ja) « ジャンプ話題作『ルリドラゴン』3月から連載再開へ 4月より移籍&隔号掲載に », sur Oricon,‎ 21 février 2024 (consulté le 28 avril 2024)
5. ↑  (en) « RuriDragon Manga Confirms Short Print Return Before Going Semi-Monthly Digitally », sur Anime News Network, 21 février 2024 (consulté le 28 avril 2024)
6. ↑  « Glénat acquiert les droits du manga Ruridragon, 19 Novembre 2024 », sur manga-news.com (consulté le 5 avril 2025)
7. ↑  « Une édition collector pour le tome 1 de Ruridragon, 02 Avril 2025 », sur manga-news.com (consulté le 5 avril 2025)
8. ↑  (en) « This Week in Shonen Jump: Week of 6/12/22 », sur multiversitycomics.com, 15 juin 2022 (consulté le 1er septembre 2022)
9. ↑  (en) « Shonen Jump Chose The Wrong Dragon Comedy to Publish », sur Screen Rant, 21 juin 2022 (consulté le 1er septembre 2022)

### Œuvres
Édition japonaise
1. 1 2 3  « ルリドラゴン 1 », sur Shūeisha (consulté le 5 avril 2025)
2. 1 2  « ルリドラゴン 2 », sur Shūeisha (consulté le 5 avril 2025)
3. 1 2  « ルリドラゴン 3 », sur Shūeisha (consulté le 5 avril 2025)

Édition française
1. 1 2  « Ruridragon - Tome 1 », sur Glénat (consulté le 5 avril 2025)
2. ↑  « Ruridragon - Tome 1 - Édition collector », sur Glénat (consulté le 5 avril 2025)
3. 1 2  « Ruridragon - Tome 2 », sur Glénat (consulté le 3 août 2025)